# سازمان نظامی لهستان

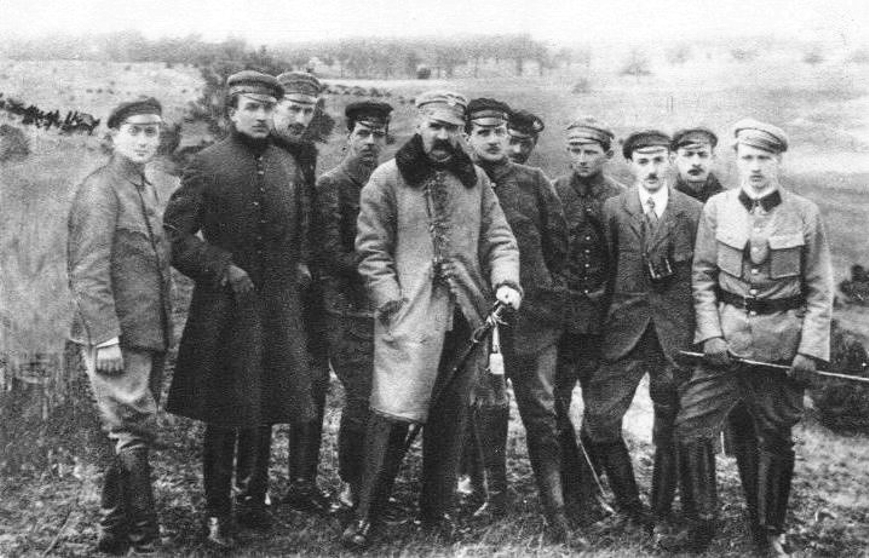
یوزف پیلسودسکی در کنار دیگر اعضا کادر رهبری سازمان نظامی لهستان، سال ۱۹۱۷

سازمان نظامی لهستان (لهستانی: Polska Organizacja Wojskowa) یک سازمان مخفی نظامی در طول جنگ جهانی اول بود که در اوت ۱۹۱۴ توسط یوزف پیلسودسکی تأسیس و در نوامبر به این نام معین شد. وظیفه این سازمان جمع‌آوری اطلاعات و خرابکاری در بین دشمنان ملت لهستان بود. هدف پیلسودسکی از تأسیس این سازمان، داشتن سازمانی مستقل از دید حامیان اتریش-مجارستان خود بود که با دقت حرکات او را زیر نظر داشتند. سازمان نظامی لهستان همتای مهم و کمتر شناخته شده هنگ‌های لهستانی در جنگ جهانی اول است. در ابتدای جنگ این سازمان با امپراتوری روسیه درگیر بود اما در مراحل پایانی جنگ امپراتوری آلمان تبدیل به هدف اصلی این سازمان شد. اعضای سازمان نظامی در سال ۱۹۱۴ چند صد نفر بود اما تا ۱۹۱۸ به ۳۰٬۰۰۰ نفر افزایش یافت.

## جنگ جهانی اول
تشکیل سازمان نظامی لهستان را می‌توان در اوت ۱۹۱۴ یا حتی پیشتر از آن دید اما به صورت رسمی این سازمان در نوامبر ۱۹۱۴ با ادغام دو سازمان شبه نظامی با نام‌های جوخه تفنگداران لهستانی و انجمن تفنگداران تأسیس گشت. سازمان نظامی لهستان وظیفه جمع‌آوری اطلاعات و عملیات خرابکاری را در لهستان کنگره که تحت کنترل امپراتوری روسیه بود را به عهده داشت. بسیاری از اعضای این سازمان مخفی به صورت همزمان عضو هنگ‌های لهستانی که تحت حمایت اتریش-مجارستان تأسیس گشت نیز بودند. فرماندهی نظامی سازمان نظامی لهستان را خود پیلسودسکی به عهده داشت اما رهبری سیاسی را یک گروه مخفی به نام «مجمع الف» به عهده داشتند که رهبر آن یندری موراچفسکی بود.
فعالیت سازمان نظامی لهستان ابتدا تنها محدود به مرکز لهستان بود اما به زودی در تمامی قلمرو سابق امپراتوری مشترک‌المنافع لهستان–لیتوانی شاخه‌های آن ایجاد شدند. وظیفه اصلی این سازمان خرابکاری و جمع‌آوری اطلاعات بود اما در کنار آن به آموزش نظامی اعضا خود و به دست آوردن سلاح از طریق ارتش‌های مختلفی که در خاک لهستان مشغول نبرد بودند نیز می‌پرداخت.
پس از اشغال قسمت عمده لهستان توسط دولت‌های محور در سال ۱۹۱۵ آلمان به صورت غیررسمی حمایت از سازمان نظامی لهستان را آغاز کرد زیرا این سازمان در کنار دارا بودن افسران توانا و ماهر، منبع خوبی برای اکتساب اخبار مرتبط با ارتش روسیه بود. با این رو در سال ۱۹۱۷ و پس از بحران سوگند پیلسودسکی توسط آلمانی‌ها دستگیر شد و به زندان ماگدبورگ فرستاده شد. سازمان نظامی در این مرحله دوباره به فعالیت زیرزمینی رو آورد و حملاتی خود را معطوف به پادگان‌ها و خطوط تدارکاتی نیروهای آلمانی و اتریشی کرد. در این مقطع فرماندهی سازمان را ادوارد ریدز-اشمیگوی به عهده گرفت که بعدها مارشال لهستان شد.

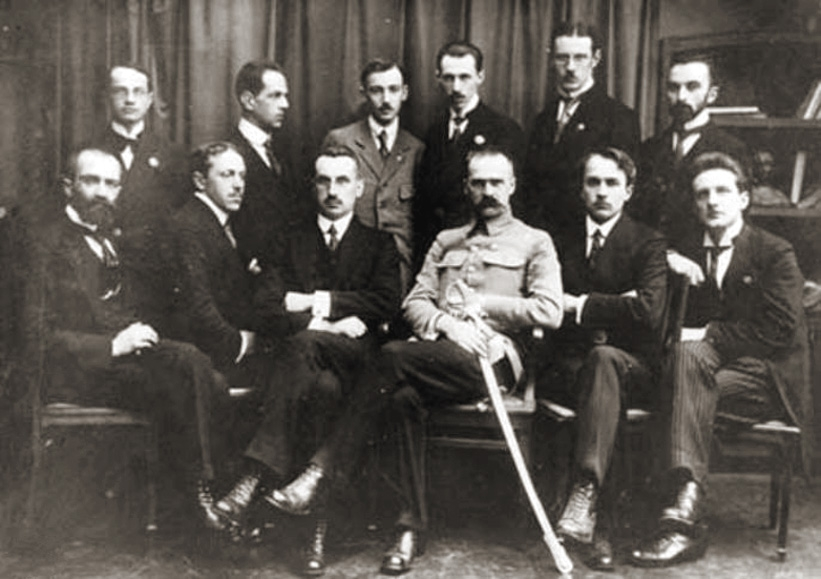
کادر مرکزی سازمان نظامی لهستان در سال ۱۹۱۷

## نبرد مستقیم
با فروپاشی قدرت‌های مرکز در مراحل آخر جنگ جهانی اول، رهبران سازمان نظامی تصمیم گرفتند تا به صورت علنی وارد جنگ شوند و اعضا را برای عملیات مستقیم آماده کردند. انقلاب‌ها اکتبر و نوامبر ۱۹۱۸ در آلمان و اتریش-مجارستان باعث انحلال ارتش اوبر اوست گشت. بسیاری از سربازان آلمانی واحدهای خویش را ترک می‌کردند و به خانه خویش بازمی‌گشتند. وظیفه اصلی سازمان نظامی در این مقطع خلع سلاح این سربازان و فرستادن سربازان به آلمان بود، در اثر این عملیات که با موفقیت انجام شد کشور تازه تأسیس لهستان مقادیر معتنابهی اسلحه و مهمات را توانست به دست آورد. در اواسط نوامبر بیشتر پادگان‌های حاضر در منطقه گالیسیا تسلیم سازمان نظامی شدند و این ناحیه تحت کنترل لهستان درآمد. اعضا سازمان نظامی لهستان هسته اصلی مدافعان شهر لووف در جریان نبرد لووف علیه جمهوری خلق غرب اوکراین بودند.

## ادامه مبارزه
با عقب‌نشینی لهستانی‌ها از کیف نیروهای سازمان نظامی تنها واحدهایی بودند که همچنان به صورت مخفی در اوکراین باقی ماندند.
در فوریه ۱۹۱۸ سازمانی به همین نام در نواحی از لهستان که در کنترل آلمان بود تشکیل شد. این سازمان بر اساس شیوه‌هایی که سازمان نظامی لهستان داشت خود را سازمان داد و با سازمان نظامی ارتباط داشت. این سازمان نام خود را سازمان نظامی لهستان در بخش تجزیه شده به دست پروس گذاشت و هدف اصلی‌اش آزادی این ناحیه و پیوستن به خاک لهستان بود. اعضا این سازمان پایه‌های اصلی قیام لهستان بزرگ در سال‌های بعد بودند.
در فوریه ۱۹۱۹ سازمان نظامی لهستان در سیلزی علیا اعلام موجودیت نمود و در شورش‌های سیلزی بین سال‌های ۱۹۱۹ تا ۱۹۲۱ نقش مهمی را ایفا کرد.
اعضا این سازمان‌ها پس از پایان فعالیت خود هسته اصلی ارتش و سازمان اطلاعات لهستان را تشکیل دادند.

## در لیتوانی
سازمان نظامی لهستان در لیتوانی به صورت مخفیانه کودتایی را برای سرنگونی دولت لیتوانی و سر کار آوردن دولتی نزدیک به جمهوری دوم لهستان برنامه‌ریزی کرد که کشف شد و ناکام ماند. به موجب اسنادی که مقامات لیتوانی در خانه‌های امن سازمان در ویلنیوس یافتند ژنرال پیلسودسکی چهره اصلی پشت این کودتا بود. در ناحیه سینی که در کنترل لیتوانی بود نیز سازمان نظامی با یک قیام راه را برای دخالت لهستان و تصرف این منطقه فراهم آورد.

## نفوذ در شوروی
با وجود انحلال سازمان نظامی لهستان در سال ۱۹۲۱، مقامات شوروی مدعی بودند این گروه به عملیات‌هایش در خاک شوروی ادامه می‌دهد و بر همین اساس از سال ۱۹۳۳ و طی پاکسازی بزرگ بسیاری از لهستانی‌ها ساکن شوروی را به جرم عضویت در این سازمان دستگیر و محاکمه کردند. (بنگرید به عملیات لهستانی ان‌کاوه‌ده و فرمان شماره ۰۰۴۸۵ ان‌کاوه‌ده)